# أغوستين فيدالغو
أغوستين فيدالغو (بالإسبانية: Agustín Fidalgo)‏ هو لاعب كرة قدم أرجنتيني في مركز الهجوم، ولد في 29 يناير 1996 في الأرجنتين. لعب مع Club Atlético Colegiales (Argentina) ‏.

## وصلات خارجية
- أغوستين فيدالغو على موقع Soccerway.com (الإنجليزية)